# لودیکوو
لودیکوو (به چکی: Ludíkov) یک منطقهٔ مسکونی در جمهوری چک است که در ناحیه بلانسکو واقع شده‌است. لودیکوو ۴٫۰۳ کیلومتر مربع مساحت و ۳۱۲ نفر جمعیت دارد و ۶۰۷ متر بالاتر از سطح دریا واقع شده‌است.